# Апарима
Апарима (таит. 'aparima), или капарима (кук. kaparima) — полинезийский танец, распространённый на острове Таити и островах Кука. Внешне напоминает танец живота, однако существенную роль в нём играет мимика (таит. ʻapa) и движения руками (таит. rima). Отсюда и произошло таитянское название танца. В целом близок к тонганскому танцу тауолунга, гавайскому хула, самоанскому сива и обычно исполняется группой танцоров.
Выделяются два типа апаримы: апарима-химене (таит. ʻaparima hīmene; «ручной» танец в сопровождении песни) и апарима-вава (таит. ʻaparima vāvā; исполняется только в сопровождении музыки, без песен). Музыка преимущественно исполняется на гитаре или таитянском инструменте укулеле Кроме того, зачастую используется барабан.
Часто для оживления публики на сцену, где исполняется танец, выпускается шут. Основным мотивом танца являются повседневные занятия людей, любовные истории или древние мифы.
При исполнении танца, как правило, надевают парео, которую мужчины носят как набедренную повязку, а женщины — как юбку.